# (3282) Spencer Jones
(3282) Spencer Jones – planetoida z pasa głównego asteroid okrążająca Słońce w ciągu 3 lat i 89 dni w średniej odległości 2,19 au Została odkryta 19 lutego 1949 roku w Goethe Link Observatory w Brooklynie. Nazwa planetoidy pochodzi od Harolda Spencera Jonesa, brytyjskiego astronoma. Przed nadaniem nazwy planetoida nosiła oznaczenie tymczasowe (3282) 1949 DA.